# Musa: Ancestral Streams
Musa: Ancestral Streams ist ein Musikalbum von Stanley Cowell. Die am 10. und 11. Dezember 1973 in den Minot Sound Studios in New York City entstandenen Soloaufnahmen erschienen 1974 auf Strata-East Records, 1996 in Japan erstmals auf Compact Disc. Im April 2025 wurde das Album auf Mack Avenue Records in remasterter Form wiederveröffentlicht.

## Hintergrund
Der Pianist Stanley Cowell hatte alle Stücke selbst komponiert und teils auch für frühere Aufnahmen verwendet, darunter die „Illusion Suite“ auf dem gleichnamigen Album von 1973, außerdem für Max Roach und Clifford Jordan, sowie „Travelin’ Man“ auf seinem eigenen Album Blues for the Viet Cong (das 1992 von The Pharcyde gesampelt wurde). Cowell war 32 Jahre alt, als er das Album aufnahm, und, so könnte man sagen, auf dem Höhepunkt seines Schaffens, notierte Phil Johnson. Der Erwerb der Rechte am Künstlerlabel Strata-East durch die Mack Avenue Organisation hat dazu geführt, dass eine Reihe von Aufnahmen wieder erhältlich sind – auf Vinyl sowie als digitale Dateien, CD und Streaming.

## Titelliste
- Stanley Cowell: Musa: Ancestral Streams (SES-19743)[2]

1. Abscretions – 5:10
2. Equipoise – 3:44
3. Prayer For Peace – 7:07
4. Emil Danenberg (From „Illusion Suite“) – 2:45
5. Maimoun (From „Illusion Suite“) – 6:30
6. Travelin’ Man	– 2:56
7. Departure No. 1 – 5:25
8. Departure No. 2 – 2:15
9. Sweet Song – 3:05

Die Kompositionen stammen von Stanley Cowell.

## Rezeption
Ancestral Streams sei ein Meisterwerk, nicht nur im Bereich des Soloklaviers, sondern auch in Bezug auf Cowells eigene herausragende (wenn auch sicherlich unterbewertete) Karriere, meint Phil Johnson (UK Jazz News). Wie Nate Chinen in seinen Liner Notes erklärt, sei das Album nur zwei Jahre nach Keith Jarretts ECM-Solodebüt Facing You aufgenommen worden. Dennoch wäre Ancestral Streams insgesamt eine weitaus bessere Leistung, so Johnson; es erinnere auch daran, dass Cowell, der 2020 im Alter von 79 Jahren starb, bereits als Teil eines Trios mit Stanley Clarke und Jimmy Hopps für ECM das Album Illusion Suite aufgenommen hatte. Doch was an Ancestral Streams vielleicht am meisten beeindrucke, sei die Synthese verschiedenster Qualitäten und das perfekt gestaltete musikalische Produkt, das mit einer Liebe zum Detail daherkomme, die heute ebenso selten sei wie 1973 für ein Label mit begrenztem Budget und unsicherem Publikum.
Jason Ankeny verlieh dem Album in Allmusic vier Sterne und schrieb, Musa: Ancestral Streams bleibe im Pantheon der Black-Consciousness-Bewegung des Jazz eine relative Seltenheit – ein Solo-Klavieralbum von atemberaubender Reichweite und Bandbreite, dessen Intimität in scharfem Kontrast zu den kühnen, vielschichtigen Empfindungen stehe, die die überwiegende Mehrheit der spirituellen Exkursionen [in der Ära] nach [dem Tod] John Coltranes kennzeichnen. Dennoch würde Stanley Cowells schiere Seelenfülle und Hingabe in seinem Spiel die Platte in dieselben physischen und metaphysischen Ebenen heben. Cowells Energie und Anschlag seien bemerkenswert, wie von göttlicher Kraft geleitet, und trotz aller strukturellen Weite und rhythmischen Freiheit der Musik wirke kein Ton fehl am Platz, geschweige denn übertrieben. Am faszinierendsten sei „Travelin’’ Man“, ein im Overdub entstandenes „Duett“ mit Cowell am akustischen und am E-Piano, das seine ungewöhnliche Affinität zu Raum und Präsenz unterstreiche.
Das Album gelangte auf Position 10 der Halbjahresliste (1/2025) des Francis Davis Jazz Critics Poll in der Kategorie wieder- und unveröffentlichter älterer Aufnahmen.